# Northumberland
Northumberland ou Nortúmbria é um condado situado ao norte da Inglaterra. Faz fronteira com o condado de Cúmbria para o oeste, de Durham para o sul, Tyne and Wear para o sudeste e Scottish Borders para o norte.
O litoral do mar do Norte é uma área de destacada beleza natural com 103 km de comprimento. Desde 1981, o conselho do condado está localizado em Morpeth.
Por estar na fronteira entre Inglaterra e Escócia, Northumberland foi o local de várias batalhas.

## História

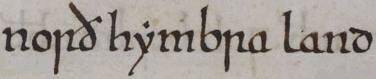
Uma breve menção à Northumberland em Crônicas Anglo-Saxônicas

Northumberland, originalmente significava 'Terra das pessoas que vivem ao norte do Rio Humber'. O atual condado é o núcleo daquela antiga terra e é uma zona fronteiriça entre a Inglaterra e a Escócia.
Northumberland tem uma rica pré-história com muitos exemplos de arte rupestre, castelo e círculos de pedra como os Goatstones e Duddo Five Stones. A maior parte da área era ocupada pelo povo Votadini, do tipo Britônica-Celta, com outra grande tribo, os Brigantes, ao sul.
Mais tarde, a região da atual Northumberland formou o núcleo do reino anglicano de Bernicia (de aproximadamente 547 d.C.), que se uniu a Deira (ao sul do rio Tees) para formar o reino da Nortúmbria no século VII. Os limites históricos da Nortúmbria sob o reinado de Edwin (616–633) estendiam-se do Humber, no sul, até o Forth, no norte. Após a batalha de Nechtansmere, sua influência ao norte do Tweed começou a declinar quando os pictos gradualmente recuperaram a terra anteriormente invadida pelo reino saxão. Em 1018, sua parte norte, a região entre o Tweed e o Forth (incluindo Lothian, que contém a atual Edimburgo), foi cedida ao Reino da Escócia.
Northumberland é frequentemente chamada de "berço do cristianismo" na Inglaterra, porque o cristianismo floresceu em Lindisfarne - uma ilha ao norte de Bamburgh, também chamada Ilha Santa - depois que o rei Oswald da Nortúmbria convidou monges de Iona para se converterem. os ingleses. Um mosteiro em Lindisfarne foi o centro de produção dos Evangelhos Lindisfarne (cerca de 700). Tornou-se a casa de São Cuthbert (cerca de 634-687, abade de cerca de 665), que está enterrado na Catedral de Durham.
Bamburgh é a capital histórica de Northumberland, o castelo real de antes da unificação dos Reinos da Inglaterra sob os monarcas da Casa de Wessex no século X.
O condado de Northumberland foi detido pela família real escocesa por casamento entre 1139-1157 e 1215-1217. A Escócia renunciou a todas as reivindicações à região como parte do Tratado de York (1237). Os condes de Northumberland costumavam exercer um poder significativo nos assuntos ingleses porque, como poderosos e militaristas senhores do Marcher, tinham a tarefa de proteger a Inglaterra da retaliação escocesa pelas invasões inglesas.
Northumberland tem uma história de revolta e rebelião contra o governo, como se viu no Levantar do Norte (1569-1570) contra Elizabeth I da Inglaterra. Essas revoltas eram geralmente lideradas pelos Condes de Northumberland, a família Percy. Shakespeare faz um dos Percys, o arrojado Harry Hotspur (1364-1403), o herói de seu Henrique IV, Parte 1. Os Percys foram muitas vezes auxiliados em conflitos por outras poderosas famílias do norte, como os Nevilles e os Patchetts. Estes últimos foram destituídos de todo o poder e perderam seus títulos após a Guerra Civil Inglesa de 1642–1651.
Após a Restauração de 1660, o condado era um centro para o catolicismo romano na Inglaterra, bem como um foco de apoio jacobino. Northumberland foi por muito tempo um condado selvagem, onde bandidos se escondiam da lei. No entanto, as frequentes escaramuças transfronteiriças e a ilegalidade local que os acompanhava diminuíram em grande parte após a União das Coroas da Escócia e da Inglaterra, sob o rei James I e VI, em 1603.
Northumberland desempenhou um papel fundamental na Revolução Industrial a partir do século XVIII. Muitas minas de carvão operaram em Northumberland até o fechamento generalizado nas décadas de 1970 e 1980. As Collieries operavam em Ashington, Bedlington, Blyth, Choppington, Netherton, Ellington e Pegswood. Os campos de carvão da região alimentaram a expansão industrial em outras áreas da Grã-Bretanha, e a necessidade de escoar a produção do carvão das minas levou ao desenvolvimento das primeiras ferrovias. A construção naval e a fabricação de armamentos foram outras indústrias importantes antes da desindustrialização dos anos 80.
Northumberland permanece predominantemente rural e é o condado menos densamente povoado da Inglaterra. Nos últimos anos, o condado teve um crescimento considerável no turismo. Os visitantes são atraídos tanto pela sua beleza cênica e seus locais históricos.